# Mohamed Yaghni
Mohamed Yaghni (sinh ngày 22 tháng 2 năm 1988 ở Tiaret) là một cầu thủ bóng đá người Algérie. Hiện tại anh thi đấu cho USM Bel-Abbès ở Giải bóng đá hạng nhất quốc gia Algérie.